# Copa FEV
La Copa FEV fue un torneo oficial de voleibol español organizado por la Real Federación Española de Voleibol (RFEVb) que enfrentaba a los cuatro mejores equipos de la Superliga 2. El nombre proviene de la anterior forma de denominar a la segunda competición nacional: Liga FEV.
Esta competición solo tuvo una edición y fue en la temporada 2006-07. El primer y único campeón de dicho certamen fue el Tarragona SPiSP.

## Historial de campeones
| Temporada | Campeón         | Resultado | Subcampeón      |
| --------- | --------------- | --------- | --------------- |
| 2006-07   | Tarragona SPiSP | 3-0       | F. C. Barcelona |

## Palmarés
| Equipo          | Títulos | Subtítulos | Años campeón |
| --------------- | ------- | ---------- | ------------ |
| Tarragona SPiSP | 1       | 0          | 2006-07      |
| F. C. Barcelona | 0       | 1          |              |
|                 |         |            |              |

### MVP del Torneo
El jugador del Tarragona SPiSP, Gustavo Saucedo fue elegido mejor jugador de la Copa FEV que se disputó en Almoradí. El atacante español recibió el premio de MVP ya que fue el artífice de que su equipo se erigiese como campeón de la primera edición del torneo de la división de plata del voleibol nacional. 
El opuesto sevillano realizó un torneo impecable. Saucedo fue el mejor anotador del torneo y lideró a su equipo en la faceta ofensiva. El internacional español demostró que es uno de los mejores jugadores de la categoría ya que se convirtió en una verdadera pesadilla para la defensa rival y alzó al conjunto catalán al título.